# Jan II Platinus
Jan II Platinus – egzarcha Rawenny w latach 687–702.
Na jego rządy w egzarchacie przypada nasilenie konfliktu Bizancjum w papieżem Sergiuszem I. Początkowo Jan popierał jego kontrkandydata Paschalisa, którego przekupił go 100 funtami złota. Nowy papież odmówił uznania uchwał zwołanego przez cesarza Justyniana II soboru trullańskiego (w 692, gdzie m.in. ograniczono władzę papieską i potępiono celibat), cesarz w odpowiedzi nakazał Janowi II uwięzić papieża. Nie doszło jednak do aresztowania, w obronie papieża stanął lud Rzymu oraz wojsko. Wysłannicy cesarscy zostali wypędzeni. 